# Metha Nelson
Die Metha Nelson war ein Handelsschiff (Schoner), welches später als historisierendes Vollschiff bei Filmaufnahmen verwendet wurde. Im Zweiten Weltkrieg diente sie der United States Navy.

## Reederei Nelson
Die Metha Nelson wurde 1896 als dreimastiger Toppsegelschoner bei H. D. Bendixsen in Eureka in Kalifornien gebaut.
Auftraggeber war der Reeder und Holzhändler Charles Nelson (1830–1909),
der das Schiff nach seiner Ehefrau, Metha A. Nelson, benannte. Der Schoner war eines von 25 Segelschiffen des Reeders, der außerdem noch fünf Dampfschiffe besaß.
Eureka blieb zunächst ihr Heimathafen.
Von der ersten Reise nach Kahului (Hawaii) brachte Metha Nelson im März 1897 Zucker nach San Francisco.
1899 war die Metha Nelson auf einer Fahrt nach Tacoma (WA) nach einem großflächigen Streit zwischen Gewerkschaften und einer Schiffseignervereinigung das erste Schiff Nelsons, welches die Einigung umsetzte und ausschließlich Gewerkschaftsmitglieder anheuerte.
Die Metha Nelson segelte an der Westküste der Vereinigten Staaten zwischen Seattle und Los Angeles. Regelmäßige Reiseziele waren jedoch auch Hawaii
und Südamerika (Mexiko
und Chile).
Aufgrund der Verbindungen des Reeders zur Holzindustrie in Eureka
wurde viel Holz, häufig Bahnschwellen aus Redwood, geladen.
Der Wert einer Fracht nach Topolobampo (Mexiko) wurde 1903 mit ca. 7.700 $ (2023: 265.000 $)
angegeben.
Mehrfach fuhr die Metha Nelson auch nach Australien.
Von einer Reise nach Sibirien brachte sie ungewohnte Fracht, Kabeljau, nach Eureka.

## Alaska Packers‘ Association
Nach dem Tod des Reeders Nelson (1909) kaufte die Alaska Packers‘ Association (APA) zu Saisonbeginn 1911 den Schoner.
APA betrieb Lachskonservenfabriken in Alaska und benutzte Segelschiffe, um im Frühjahr die Arbeiter nach Norden und im Herbst Personal und Produkte zurück zu transportieren. So wurde am 28. Oktober 1912 aus San Francisco gemeldet, dass die Metha Nelson mit einer Ladung Lachskonserven und Heilbutt in Tonnen aus Kodiak (Alaska) eintraf.
APA vercharterte den Schoner auch, z. B. zum Holztransport von Seattle nach Talara Bay (Nordperu) (1916),
und 1919 traf sie, mit unbekannter Ladung aus Valparaíso kommend, in Seattle ein.
Mit der Zeit setzte APA zunehmend Dampfschiffe ein, welche in einer Saison zwei Transportfahrten nach und von Alaska durchführen konnten. Daher mussten bei der Ausfahrt der Flotte (die Zeitung titelte „Hegira“) zu Beginn der Saison 1927 sieben Segler, darunter die Metha Nelson, zurückbleiben, Verkäufe waren im Gespräch.
Einige Fotos der Metha Nelson in Schonertakelung sind in JaySea's Blog The First Bounty Replica zu finden.

## Einige Entfernungen von San Francisco
Luftlinie
| Ort                  | Strecke  | Strecke   |
| -------------------- | -------- | --------- |
| Hawaii               | 2.000 NM | 3.700 km  |
| Bristol Bay (Alaska) | 2.200 NM | 4.100 km  |
| Nordperu             | 3.500 NM | 6.400 km  |
| Valparaíso           | 5.100 NM | 9.500 km  |
| Sydney               | 6.400 NM | 11.900 km |

## Filmkulisse und Schiffdarsteller
Fox Film Corporation kaufte die Metha Nelson im Juni 1930 als „altes Segelschiff“.
und ließ sie anscheinend gleich umbauen; im ersten bekannten Film Unter der See
ist sie als Vollschiff Dolphin zu sehen.
Sie wirkte in weiteren Filmproduktionen mit, z. B. bei The Painted Woman
mit Spencer Tracy als William Boyton's Schiff Southern Cross.
Es werden auch diese Filme genannt:
- Die Schatzinsel (MGM, 1934) (Treasure Island)
- Unter Piratenflagge (Cosmopolitan, Warner Brothers, 1935) (Captain Blood)[34]
- Herrscher der Meere (Paramount, 1939) (Rulers of the Sea)[35]
- This Woman Is Mine (1941) als Tonquin[36]

Gelegentlich wird die Metha Nelson mit der 1935er Version des Films Meuterei auf der Bounty in Zusammenhang gebracht; das trifft nicht zu. Die beiden Schiffe dieser Produktion waren die Segelschiffe Lily als Nachbildung der AVMS Bounty,
und Nanuk als HMS Pandora.
1938 wurde die Metha Nelson an eine Gruppe mit der vermögenden Dorothy Cadwell Dentice di Frasso und dem Gangster Bugsy Siegel verchartert, welche eine vergebliche Schatzsuche auf der Isla del Coco durchführten. 

## Einsatz im Zweiten Weltkrieg

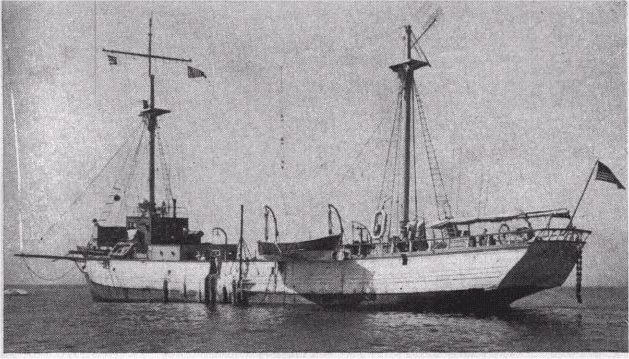
Die USS Metha Nelson (IX-74) vor dem Hafen von Los Angeles (ca. 1943–1945)

Am 11. Juni 1942 verkaufte MGM die Metha Nelson an die US-amerikanische Marine. Sie wurde bei der Werft Fa. Craig Shipyard im kalifornischen Long Beach umgebaut und am 25. September 1943 als Wachschiff USS Metha Nelson (IX-74) in Dienst gestellt. Sie lag vor dem Hafen von Los Angeles, um alle ein- und ausfahrenden Schiffe zu erfassen und die Lotsen zu unterstützen. Am 25. September 1945 wurde sie aus dem Dienst genommen, am 24. Oktober 1945 vom Naval Vessel Register gestrichen und eine Woche später an die War Shipping Administration übergeben.

## Nach dem Zweiten Weltkrieg
1947 berichtet der San Pedro News Pilot (Los Angeles), dass Eigner Jack Luden die Metha Nelson wieder im Holzhandel nach Mexiko einsetzen wolle. Dazu sollten die zwei verbliebenen Masten wieder mit Segeln ausgestattet und ein 800 PS-Motor eingebaut werden. Über den Erfolg der Planungen ist nichts bekannt.
Das Aus für Metha Nelson wurde 1957 angekündigt, als sie zum Abwracken auf den Strand bei National City gelegt wurde. Gemäß dem beigefügten Bild zeigt das Rigg noch die eingekürzten Masten der ehemaligen USS Metha Nelson (IX-74).